# Copa América 2021
La Copa América 2021 fue la cuadragésima séptima edición de este torneo, la principal competencia futbolística entre las selecciones nacionales de América del Sur, organizada por la Confederación Sudamericana de Fútbol. La sede emergente designada por la Conmebol fue Brasil, luego del retiro de las sedes originales a Colombia y Argentina.
Esta edición no estaba originalmente en el calendario, pero la Conmebol decidió su disputa para igualar el calendario con la Eurocopa, que inicialmente debía realizarse también en 2020. Así fue que tanto la Federación Colombiana de Fútbol (FCF) como la Asociación del Fútbol Argentino (AFA) se postularon oficialmente como candidatos para albergar en solitario el torneo. Finalmente, el 9 de abril de 2019, la Conmebol estableció que se disputaría en ambos países. Desde esta edición, se decidió que la Copa América pasara a jugarse en años pares, por lo que la próxíma edición se disputaría en 2024, la que originalmente se iba a desarrollar en 2023.
El 13 de junio de 2019, el presidente de la Conmebol, Alejandro Domínguez, informó que las selecciones de Catar y Australia, pertenecientes a Confederación Asiática de Fútbol, estaban confirmadas (la primera ya participó en la edición de 2019 y para la segunda iba a ser su primera vez). Además, en esta ocasión los doce participantes iban a ser divididos en dos grupos de seis. Sin embargo, posteriormente, el secretario general de la Conmebol, Gonzalo Belloso, anunció que ambos países se retiraban de la competencia, no descartando la idea de invitar a dos nuevas federaciones para unirse al torneo.
Debido a la pandemia de COVID-19, se decidió postergar la edición para 2021, coincidiendo con la Eurocopa que también se disputó en ese año. Fue la segunda vez que la Conmebol tuvo que aplazar la Copa América; la primera fue en 1918 —ese certamen, la tercera edición del entonces llamado Campeonato Sudamericano, se iba a realizar ese año en Brasil, sin embargo, la pandemia de gripe española que afectó a Río de Janeiro hizo que el evento se postergara para 1919, lo que dio tiempo a que se completara la remodelación del estádio das Laranjeiras—.[cita requerida]
A Colombia, inicialmente coanfitrión, se le retiró la sede debido a los problemas de orden público producto de las protestas que se iniciaron el 28 de abril, además de haberse puesto en duda la participación de varios patrocinadores y del cuestionamiento de importantes organismos internacionales por no respetar los derechos humanos.
El 30 de mayo, faltando menos de quince días para el inicio, ante la oposición -por razones sanitarias- del gobierno argentino, la Conmebol desistió de realizar el torneo en ese país. Al día siguiente, se anunció vía Twitter que el torneo se realizaría en Brasil, lo que después de ser puesto en duda por algunas autoridades de ese país, fue confirmado por el propio gobierno.
Fue la primera edición desde 1991 que no contó con selecciones invitadas. El campeón fue Argentina, que venció en la final a Brasil, por 1 a 0. Así, cortó una racha de veintiocho años sin lograr títulos oficiales e igualó a Uruguay (con 15 conquistas) como los equipos más ganadores en la historia del certamen. Además, el título clasificó a Argentina para disputar la Copa de Campeones Conmebol-UEFA de 2022 ante Italia, ganadora de la Eurocopa 2020.

## Antecedentes
Luego de una petición presentada por Conmebol, su realización fue aprobada por el Consejo de la FIFA el 26 de octubre de 2018 con el fin de cambiar los años en los que se lleva a cabo el certamen continental. En consecuencia, desde esta edición la Copa América será organizada en años pares en vez de años impares, dando así lugar a un equilibrio del calendario internacional con las otras confederaciones. El acontecimiento tendría lugar entre junio y julio de 2021 (coincidiendo en la misma recta que la Eurocopa).
En un principio, el presidente de Conmebol, Alejandro Domínguez, barajó la posibilidad de celebrarse fuera de Sudamérica, y destacó un posible retorno a Norteamérica luego de que Estados Unidos (nación perteneciente a la Concacaf) acogiera a la Copa América Centenario en 2016. Sin embargo en el día del sorteo de la edición 2019, Domínguez descartó esa opción, y aseguró que la entidad desea que el torneo se dispute en un país de la región, considerando a Argentina, quien fuera el anfitrión de la Copa América 2011, una posibilidad cierta, alegando que cuenta con los recursos y la infraestructura suficiente para que el evento vuelva a realizarse allí.
El 13 de marzo de 2019, la Confederación Sudamericana de Fútbol aceptó inicialmente la postulación conjunta de Argentina y Colombia como sede. Sin embargo, la Federación Colombiana de Fútbol, el 5 de abril de 2019, se postuló oficialmente como candidata para albergar en solitario el torneo sudamericano. Finalmente, el 9 de abril de 2019, en la sesión extraordinaria del Consejo de la Confederación Sudamericana de Fútbol realizada en Río de Janeiro, se aprobó en primera instancia la realización de la misma en ambos países y la modificación del formato de disputa para esta edición.

### Sede original coorganizada porArgentinayColombia
El 20 de noviembre de 2019, CONMEBOL publicó un documento confirmando ocho sedes, Estadio Mario Alberto Kempes en Córdoba, Estadio Malvinas Argentinas en Mendoza, Estadio Monumental en Buenos Aires y Estadio Ciudad de La Plata en La Plata para Argentina y Estadio Olímpico Pascual Guerrero en Cali , Estadio Atanasio Girardot en Medellín, Estadio Metropolitano Roberto Meléndez en Barranquilla y Estadio Nemesio Camacho El Campín en Bogotá para Colombia. Además, el Estadio San Juan del Bicentenario en San Juan (Argentina) y el Estadio Hernán Ramírez Villegas en Pereira (Colombia) también fueron nominado pero no confirmado, siendo finalmente desestimado.
El 3 de diciembre de 2019, previo al sorteo, se conoció que el Estadio Único de Santiago del Estero estaba incluido como una de las sedes argentinas.
El 15 de marzo de 2021 el Estadio Ciudad de La Plata de la sede de La Plata quedó descartado como consecuencia del acortamiento de programación.
Colombia habría albergado al grupo de la Zona Norte, mientras que Argentina habría albergado al grupo de la Zona Sur. Cada país también habría albergado dos cuartos de final y una semifinal. La Ignauración hubiera sido en Argentina. El partido por el tercer puesto y la final se habrían jugado en Colombia.

### Retiro de la sede a Colombia
Las protestas que se llevaron a cabo en Colombia desde el 28 de abril de 2021, junto al alcance de la pandemia de covid-19, impulsaron a que distintos sectores de la Conmebol pensar en debatir sobre la realización de la Copa en ese país, dada la falta de garantías y las violentas manifestaciones que se presentaban en el país. De esta manera, se empezó a manejar la posibilidad de organizar la Copa América en otra sede, barajándose a Paraguay como opción.
El 5 de mayo de 2021, el presidente de Colombia, Iván Duque, manifestó que "sería absurdo la no realización de la Copa América en Colombia y Argentina tal como se estaba previsto inicialmente". Sin embargo, el 10 de mayo de 2021, la Conmebol se mostró preocupada por la falta de garantías de seguridad que podrían tener los participantes del certamen de jugarse las fechas programadas para Colombia, luego de dos semanas de continuas movilizaciones, y un preocupante saldo de personas muertas y desaparecidas, sin contar la pasividad del gobierno para tomar decisiones que permitieran finalizar el estallido social. Ese mismo día se anunció la posibilidad de que Chile tomara las sedes que originalmente se habían adjudicado a Colombia.
Tanto la Conmebol como el país organizador esperaban que algunos partidos de la Copa Libertadores 2021 confirmaran la viabilidad de organizar el evento, sin embargo, varios problemas de orden público dejaron en evidencia la falta de garantías. A esto, se sumó que varios patrocinadores de la competición amenazaron con retirarse en caso de que la Copa se jugase allí, por las violaciones a los derechos humanos que se sucedían. Incluso con la propuesta del gobierno de Iván Duque de aplazar la realización de la Copa para noviembre, el 20 de mayo la Conmebol anunció que Colombia ya no sería sede, planteando la relocalización de los partidos que correspondía disputar.

### Declinación de Argentina y traspaso de la sede a Brasil
El gobierno argentino, favorable en principio a la realización del torneo en su territorio, el 30 de mayo por la noche anunció, en boca del ministro del Interior Eduardo de Pedro, que se estaba evaluando declinar la organización, dada la situación sanitaria que se estaba viviendo en el país, con respecto a la pandemia de covid-19, particularmente en algunas de las ciudades donde están emplazados los estadios. Tras estas declaraciones, Conmebol anunció vía Twitter, que no se realizaría en Argentina. Al otro día, la entidad informó que se llevaría a cabo en Brasil, en las mismas fechas. A pesar de las dudas iniciales, esto fue finalmente confirmado.

### Reacciones en Brasil
Después del anuncio del presidente Jair Bolsonaro, se produjeron diversas reacciones en oposición a la realización del torneo en territorio brasileño, incluida la declaración de los propios jugadores de la Selección de ese país. No obstante, la realización fue confirmada.

## Organización

### Sedes
En un principio, los partidos se repartirían entre cuatro ciudades de Colombia y cuatro de Argentina, siendo ocho estadios en total. Sin embargo, ambas sedes fueron canceladas. El 21 de mayo de 2021, Colombia fue retirada de la organización por los hechos de estallido social que acontecían en esos momentos. Luego, el 30 de mayo de 2021, Argentina declinó la suya por no considerar idónea la situación epidemiológica con respecto a la covid-19 en el país. Así, el 31 de mayo la Conmebol decidió dar la sede a último momento a Brasil.
El gobierno brasileño y la Confederación Brasileña de Fútbol anunciaron el 1 de junio de 2021, que las ciudades de Brasilia, Goiânia, Cuiabá y Río de Janeiro iban a ser las nuevas sedes de la competición con los estadios: Maracaná, Nilton Santos, Mané Garrincha, Arena Pantanal y el Olímpico. El gobierno también asignó recursos del presupuesto federal para brindar el apoyo necesario para la logística y seguridad del torneo de la Conmebol. El Maracaná recibió la final el 10 de julio.
| Río de Janeiro Brasilia Cuiabá Goiânia | Río de Janeiro Brasilia Cuiabá Goiânia | Río de Janeiro    | Río de Janeiro    | Río de Janeiro    |                   |
| -------------------------------------- | -------------------------------------- | ----------------- | ----------------- | ----------------- | ----------------- |
| Río de Janeiro Brasilia Cuiabá Goiânia | Río de Janeiro Brasilia Cuiabá Goiânia | Maracaná          | Maracaná          | Nilton Santos     | Nilton Santos     |
| Río de Janeiro Brasilia Cuiabá Goiânia | Río de Janeiro Brasilia Cuiabá Goiânia | Capacidad: 74 738 | Capacidad: 74 738 | Capacidad: 46 931 | Capacidad: 46 931 |
| Río de Janeiro Brasilia Cuiabá Goiânia | Río de Janeiro Brasilia Cuiabá Goiânia |                   |                   |                   |                   |
| Río de Janeiro Brasilia Cuiabá Goiânia | Río de Janeiro Brasilia Cuiabá Goiânia | Brasilia          | Cuiabá            | Goiânia           |                   |
| Río de Janeiro Brasilia Cuiabá Goiânia | Río de Janeiro Brasilia Cuiabá Goiânia | Mané Garrincha    | Arena Pantanal    | Olímpico          |                   |
| Río de Janeiro Brasilia Cuiabá Goiânia | Río de Janeiro Brasilia Cuiabá Goiânia | Capacidad: 72 788 | Capacidad: 41 390 | Capacidad: 13 500 |                   |
| Río de Janeiro Brasilia Cuiabá Goiânia | Río de Janeiro Brasilia Cuiabá Goiânia |                   |                   |                   |                   |

### Formato de competición
Para la fase de grupos, los diez equipos se dividieron en dos zonas de cinco integrantes cada una. La composición fue decidida por sorteo el 3 de diciembre de 2019 a las 19:30 (UTC-5) en Cartagena, Colombia, de la siguiente manera:
- Zona Norte: Las selecciones de Brasil, Colombia, Ecuador, Perú y Venezuela.
- Zona Sur: Las selecciones de Argentina, Bolivia, Chile, Paraguay y Uruguay.

Se jugó con un sistema de todos contra todos, donde cada equipo jugó un partido con todos sus rivales de grupo, teniendo así 4 partidos como mínimo dentro de la copa. Los cuatro mejores equipos de cada zona fueron clasificados según los puntos obtenidos en cada partido.
Si al término de la fase, dos o más equipos terminaron empatados en puntos se aplicaron los siguientes criterios de desempate:
1. Mejor diferencia de gol en todos los partidos de la zona;
2. Mayor cantidad de goles marcados en todos los partidos de la zona;
3. Si el empate se mantiene, clasifica el equipo ganador del partido jugado entre los equipos implicados dentro de la zona;
4. Puntos obtenidos en los partidos jugados entre los equipos en cuestión;
5. Diferencia de goles en los partidos jugados entre los equipos en cuestión;
6. Número de goles marcados en los partidos jugados entre los equipos en cuestión;
7. Puntos disciplinarios en todos los partidos de grupo (solo se puede aplicar una deducción a un jugador en un solo partido):   - Tarjeta amarilla: −1 punto;
  - Tarjeta roja indirecta (segunda tarjeta amarilla): −3 puntos;
  - Tarjeta roja directa: −4 puntos;
  - Tarjeta amarilla y roja directa: −5 puntos;
8. Sorteo.

En los cuartos de final no se enfrentaron equipos que hayan compartido grupo en la fase anterior. Los ganadores de cada partido de esta fase clasificaron a semifinales. Los enfrentamientos de los equipos en los cuartos de final, semifinal y la definición por el tercer puesto que terminaron empatados en los 90 minutos reglamentarios, definieron al ganador mediante tiros desde el punto penal. Para la final, en caso de empatar en los 90 minutos, se previó jugar una prórroga dividida en dos tiempos de 15 minutos cada uno y de persitir la igualdad, definir el encuentro mediante tiros desde el punto penal.

### Árbitros
El 21 de abril de 2021, la comisión de árbitros de Conmebol anunció la lista oficial de árbitros centrales y árbitros asistentes en el torneo sudamericano. El certamen, además, contó con una terna no sudamericana encabezada por el español Jesús Gil Manzano, en el marco de un acuerdo entre la Conmebol y la UEFA que supuso un intercambio de árbitros con la Eurocopa 2020.
Árbitros principales
- Néstor Pitana
- Patricio Loustau
- Gery Vargas
- Wilton Sampaio
- Raphael Claus
- Roberto Tobar
- Ángelo Hermosilla
- Wilmar Roldán
- Andrés Rojas
- Guillermo Guerrero
- Augusto Aragón
- Eber Aquino
- Kevin Ortega
- Víctor Hugo Carrillo
- Esteban Ostojich
- Andrés Matonte
- Alexis Herrera
- Jesús Gil Manzano

Árbitros asistentes
- Ezequiel Brailovsky
- Gabriel Chade
- Cristian Navarro
- José Antelo
- Edwar Saavedra
- Ariel Guizada
- Danilo Manis
- Bruno Pires
- Rafael Alves
- Claudio Ríos
- Christian Schiemann
- Alexander Guzmán
- Alexander León
- Sebastián Vela
- Christian Lescano
- Byron Romero
- Eduardo Cardozo
- Milcíades Saldívar
- José Cuevas
- Jonny Bossio
- Raúl López
- Carlos Barreiro
- Martín Soppi
- Carlos López
- Jorge Urrego
- Alberto Ponte
- Diego Barbero
- Ángel Nevado

Árbitros VAR
- Mauro Vigliano
- Facundo Tello
- Wagner Reway
- Rafael Traci
- Julio Bascuñán
- Cristián Garay
- Jhon Ospina
- Derlis López
- Juan Benítez
- Diego Haro
- Andrés Cunha
- Jesús Valenzuela
- Juan Soto
- Ricardo de Burgos Bengoetxea
- José Luis Munuera Montero

## Equipos participantes
Por primera vez desde la edición de 1991, participaron únicamente las diez selecciones de la Conmebol, sin la presencia de selecciones invitadas.
Inicialmente, las selecciones invitadas de Australia y Catar iban a disputar el torneo; sin embargo, el 23 de febrero de 2021 se anunció que ambas decidieron retirarse por otros compromisos. Catar luego participó en la Copa de Oro de la Concacaf 2021.
| Equipos participantes | Equipos participantes | Equipos participantes | Equipos participantes | Equipos participantes |
| --------------------- | --------------------- | --------------------- | --------------------- | --------------------- |
| Argentina             | Bolivia               | Brasil                | Chile                 | Colombia              |
| Ecuador               | Paraguay              | Perú                  | Uruguay               | Venezuela             |

| Equipos retirados | Equipos retirados |
| ----------------- | ----------------- |
| Australia         | Catar             |

### Entrenadores nacionales
Entre paréntesis la selección que entrena el seleccionador.
| Seleccionadores nacionales | Seleccionadores nacionales |
| -------------------------- | -------------------------- |
| Lionel Scaloni (Argentina) | Gustavo Alfaro (Ecuador)   |
| César Farías (Bolivia)     | Eduardo Berizzo (Paraguay) |
| Tite (Brasil)              | Ricardo Gareca (Perú)      |
| Martín Lasarte (Chile)     | Óscar Tabárez (Uruguay)    |
| Reinaldo Rueda (Colombia)  | José Peseiro (Venezuela)   |

## Fase de grupos
- Las horas indicadas correspondieron al huso horario local de cada ciudad sede: Cuiabá (UTC-4), resto de sedes la hora de Brasil (UTC-3). El marcador entre paréntesis corresponde al marcador parcial dado al término del primer tiempo.

     — Clasificado para los cuartos de final.

### Grupo A
| Selección | Pts | PJ | PG | PE | PP | GF | GC | Dif |
| --------- | --- | -- | -- | -- | -- | -- | -- | --- |
| Argentina | 10  | 4  | 3  | 1  | 0  | 7  | 2  | 5   |
| Uruguay   | 7   | 4  | 2  | 1  | 1  | 4  | 2  | 2   |
| Paraguay  | 6   | 4  | 2  | 0  | 2  | 5  | 3  | 2   |
| Chile     | 5   | 4  | 1  | 2  | 1  | 3  | 4  | −1  |
| Bolivia   | 0   | 4  | 0  | 0  | 4  | 2  | 10 | −8  |

| 14 de junio, 18:00 | Argentina | 1:1 (1:0) | Chile      | Estadio Nilton Santos, Río de Janeiro                                   |                                                                         |
|                    | Messi 33' | Reporte   | Vargas 57' | Asistencia: Sin espectadores Árbitro(s): Wilmar Roldán VAR: Jhon Ospina | Asistencia: Sin espectadores Árbitro(s): Wilmar Roldán VAR: Jhon Ospina |

| 14 de junio, 21:00 | Paraguay                                | 3:1 (0:1) | Bolivia             | Estadio Olímpico, Goiânia                                             |                                                                       |
|                    | Romero Gamarra 62' · Á. Romero 65', 80' | Reporte   | Saavedra 10' (pen.) | Asistencia: Sin espectadores Árbitro(s): Diego Haro VAR: Wagner Reway | Asistencia: Sin espectadores Árbitro(s): Diego Haro VAR: Wagner Reway |

- Libre:  Uruguay

| 18 de junio, 17:00 | Chile        | 1:0 (1:0) | Bolivia | Arena Pantanal, Cuiabá                                                         |                                                                                |
|                    | Brereton 10' | Reporte   |         | Asistencia: Sin espectadores Árbitro(s): Gil Manzano VAR: De Burgos Bengoetxea | Asistencia: Sin espectadores Árbitro(s): Gil Manzano VAR: De Burgos Bengoetxea |

| 18 de junio, 21:00 | Argentina        | 1:0 (1:0) | Uruguay | Estadio Mané Garrincha, Brasilia                                          |                                                                           |
|                    | G. Rodríguez 13' | Reporte   |         | Asistencia: Sin espectadores Árbitro(s): Wilton Sampaio VAR: Wagner Reway | Asistencia: Sin espectadores Árbitro(s): Wilton Sampaio VAR: Wagner Reway |

- Libre:  Paraguay

| 21 de junio, 17:00 | Uruguay    | 1:1 (0:1) | Chile      | Arena Pantanal, Cuiabá                                                   |                                                                          |
|                    | Suárez 66' | Reporte   | Vargas 26' | Asistencia: Sin espectadores Árbitro(s): Raphael Claus VAR: Rafael Traci | Asistencia: Sin espectadores Árbitro(s): Raphael Claus VAR: Rafael Traci |

| 21 de junio, 21:00 | Argentina    | 1:0 (1:0) | Paraguay | Estadio Mané Garrincha, Brasilia                                           |                                                                            |
|                    | A. Gómez 10' | Reporte   |          | Asistencia: Sin espectadores Árbitro(s): Jesús Valenzuela VAR: Jhon Ospina | Asistencia: Sin espectadores Árbitro(s): Jesús Valenzuela VAR: Jhon Ospina |

- Libre:  Bolivia

| 24 de junio, 17:00 | Bolivia | 0:2 (0:1) | Uruguay                           | Arena Pantanal, Cuiabá                                                    |                                                                           |
|                    |         | Reporte   | Quinteros 40' (a.g.) · Cavani 79' | Asistencia: Sin espectadores Árbitro(s): Alexis Herrera VAR: Wagner Reway | Asistencia: Sin espectadores Árbitro(s): Alexis Herrera VAR: Wagner Reway |

| 24 de junio, 21:00 | Chile | 0:2 (0:1) | Paraguay                         | Estadio Mané Garrincha, Brasilia                                         |                                                                          |
|                    |       | Reporte   | Samudio 33' · Almirón 58' (pen.) | Asistencia: Sin espectadores Árbitro(s): Wilmar Roldán VAR: Rafael Traci | Asistencia: Sin espectadores Árbitro(s): Wilmar Roldán VAR: Rafael Traci |

- Libre:  Argentina

| 28 de junio, 20:00 | Bolivia      | 1:4 (0:3) | Argentina                                              | Arena Pantanal, Cuiabá                                                          |                                                                                 |
|                    | Saavedra 60' | Reporte   | A. Gómez 6' · Messi 33' (pen.), 42' · La. Martínez 65' | Asistencia: Sin espectadores Árbitro(s): Andrés Rojas VAR: De Burgos Bengoetxea | Asistencia: Sin espectadores Árbitro(s): Andrés Rojas VAR: De Burgos Bengoetxea |

| 28 de junio, 21:00 | Uruguay           | 1:0 (1:0) | Paraguay | Estadio Nilton Santos, Río de Janeiro                                    |                                                                          |
|                    | Cavani 21' (pen.) | Reporte   |          | Asistencia: Sin espectadores Árbitro(s): Raphael Claus VAR: Wagner Reway | Asistencia: Sin espectadores Árbitro(s): Raphael Claus VAR: Wagner Reway |

- Libre:  Chile

### Grupo B
| Selección | Pts | PJ | PG | PE | PP | GF | GC | Dif |
| --------- | --- | -- | -- | -- | -- | -- | -- | --- |
| Brasil    | 10  | 4  | 3  | 1  | 0  | 10 | 2  | 8   |
| Perú      | 7   | 4  | 2  | 1  | 1  | 5  | 7  | −2  |
| Colombia  | 4   | 4  | 1  | 1  | 2  | 3  | 4  | −1  |
| Ecuador   | 3   | 4  | 0  | 3  | 1  | 5  | 6  | −1  |
| Venezuela | 2   | 4  | 0  | 2  | 2  | 2  | 6  | −4  |

| 13 de junio, 18:00 | Brasil                                                   | 3:0 (1:0) | Venezuela | Estadio Mané Garrincha, Brasilia                                              |                                                                               |
|                    | Marquinhos 23' · Neymar 64' (pen.) · Gabriel Barbosa 89' | Reporte   |           | Asistencia: Sin espectadores Árbitro(s): Esteban Ostojich VAR: Julio Bascuñán | Asistencia: Sin espectadores Árbitro(s): Esteban Ostojich VAR: Julio Bascuñán |

| 13 de junio, 20:00 | Colombia    | 1:0 (1:0) | Ecuador | Arena Pantanal, Cuiabá                                                     |                                                                            |
|                    | Cardona 42' | Reporte   |         | Asistencia: Sin espectadores Árbitro(s): Néstor Pitana VAR: Mauro Vigliano | Asistencia: Sin espectadores Árbitro(s): Néstor Pitana VAR: Mauro Vigliano |

- Libre:  Perú

| 17 de junio, 18:00 | Colombia | 0:0     | Venezuela | Estadio Olímpico, Goiânia                                              |                                                                        |
|                    |          | Reporte |           | Asistencia: Sin espectadores Árbitro(s): Eber Aquino VAR: Derlis López | Asistencia: Sin espectadores Árbitro(s): Eber Aquino VAR: Derlis López |

| 17 de junio, 21:00 | Brasil                                                                 | 4:0 (1:0) | Perú | Estadio Nilton Santos, Río de Janeiro                                         |                                                                               |
|                    | Alex Sandro 12' · Neymar 68' · Éverton Ribeiro 89' · Richarlison 90+3' | Reporte   |      | Asistencia: Sin espectadores Árbitro(s): Patricio Loustau VAR: Mauro Vigliano | Asistencia: Sin espectadores Árbitro(s): Patricio Loustau VAR: Mauro Vigliano |

- Libre:  Ecuador

| 20 de junio, 18:00 | Venezuela                      | 2:2 (0:1) | Ecuador                     | Estadio Nilton Santos, Río de Janeiro                                      |                                                                            |
|                    | Castillo 51' · Hernández 90+1' | Reporte   | A. Preciado 39' · Plata 71' | Asistencia: Sin espectadores Árbitro(s): Roberto Tobar VAR: Julio Bascuñán | Asistencia: Sin espectadores Árbitro(s): Roberto Tobar VAR: Julio Bascuñán |

| 20 de junio, 21:00 | Colombia         | 1:2 (0:1) | Perú                       | Estadio Olímpico, Goiânia                                                   |                                                                             |
|                    | Borja 53' (pen.) | Reporte   | Peña 17' · Mina 64' (a.g.) | Asistencia: Sin espectadores Árbitro(s): Esteban Ostojich VAR: Andrés Cunha | Asistencia: Sin espectadores Árbitro(s): Esteban Ostojich VAR: Andrés Cunha |

- Libre:  Brasil

| 23 de junio, 18:00 | Ecuador                              | 2:2 (2:0) | Perú                        | Estadio Olímpico, Goiânia                                                      |                                                                                |
|                    | Tapia 23' (a.g.) · A. Preciado 45+3' | Reporte   | Lapadula 49' · Carrillo 54' | Asistencia: Sin espectadores Árbitro(s): Gil Manzano VAR: De Burgos Bengoetxea | Asistencia: Sin espectadores Árbitro(s): Gil Manzano VAR: De Burgos Bengoetxea |

| 23 de junio, 21:00 | Brasil                        | 2:1 (0:1) | Colombia | Estadio Nilton Santos, Río de Janeiro                                      |                                                                            |
|                    | Firmino 78' · Casemiro 90+10' | Reporte   | Díaz 10' | Asistencia: Sin espectadores Árbitro(s): Néstor Pitana VAR: Mauro Vigliano | Asistencia: Sin espectadores Árbitro(s): Néstor Pitana VAR: Mauro Vigliano |

- Libre:  Venezuela

| 27 de junio, 18:00 | Brasil      | 1:1 (1:0) | Ecuador  | Estadio Olímpico, Goiânia                                                  |                                                                            |
|                    | Militão 37' | Reporte   | Mena 53' | Asistencia: Sin espectadores Árbitro(s): Roberto Tobar VAR: Julio Bascuñán | Asistencia: Sin espectadores Árbitro(s): Roberto Tobar VAR: Julio Bascuñán |

| 27 de junio, 18:00 | Venezuela | 0:1 (0:0) | Perú         | Estadio Mané Garrincha, Brasilia                                            |                                                                             |
|                    |           | Reporte   | Carrillo 48' | Asistencia: Sin espectadores Árbitro(s): Patricio Loustau VAR: Derlis López | Asistencia: Sin espectadores Árbitro(s): Patricio Loustau VAR: Derlis López |

- Libre:  Colombia

## Segunda fase

### Cuadro de desarrollo
|  | Cuartos de final                        | Cuartos de final                        |                                         |       | Semifinales   | Semifinales   |  |  | Final | Final |
|  |                                         |                                         |                                         |       |               |               |  |  |       |       |
|  | 3 de julio - Goiânia                    |                                         |                                         |       |               |               |  |  |       |       |
|  |                                         |                                         |                                         |       |               |               |  |  |       |       |
|  | Argentina                               | 3                                       |                                         |       |               |               |  |  |       |       |
|  | Argentina                               | 3                                       | 6 de julio - Brasilia                   |       |               |               |  |  |       |       |
|  | Ecuador                                 | 0                                       |                                         |       |               |               |  |  |       |       |
|  | Ecuador                                 | 0                                       | Argentina (p.)                          | 1 (3) |               |               |  |  |       |       |
|  | 3 de julio - Brasilia                   |                                         | Argentina (p.)                          | 1 (3) |               |               |  |  |       |       |
|  |                                         | Colombia                                | 1 (2)                                   |       |               |               |  |  |       |       |
|  | Uruguay                                 | Colombia                                | 1 (2)                                   | 0 (2) |               |               |  |  |       |       |
|  | Uruguay                                 |                                         | 10 de julio - Río de Janeiro (Maracaná) | 0 (2) |               |               |  |  |       |       |
|  | Colombia (p.)                           | 0 (4)                                   |                                         |       |               |               |  |  |       |       |
|  | Colombia (p.)                           | 0 (4)                                   | Argentina                               | 1     |               |               |  |  |       |       |
|  | 2 de julio - Río de Janeiro (N. Santos) |                                         | Argentina                               | 1     |               |               |  |  |       |       |
|  |                                         | Brasil                                  | 0                                       |       |               |               |  |  |       |       |
|  | Brasil                                  | Brasil                                  | 0                                       | 1     |               |               |  |  |       |       |
|  | Brasil                                  | 5 de julio - Río de Janeiro (N. Santos) |                                         | 1     |               |               |  |  |       |       |
|  | Chile                                   | 0                                       |                                         |       |               |               |  |  |       |       |
|  | Chile                                   | 0                                       | Brasil                                  | 1     |               |               |  |  |       |       |
|  | 2 de julio - Goiânia                    |                                         | Brasil                                  | 1     |               |               |  |  |       |       |
|  |                                         | Perú                                    | 0                                       |       | Tercer puesto | Tercer puesto |  |  |       |       |
|  | Perú (p.)                               | Perú                                    | 0                                       | 3 (4) | Tercer puesto | Tercer puesto |  |  |       |       |
|  | Perú (p.)                               |                                         | 9 de julio - Brasilia                   | 3 (4) |               |               |  |  |       |       |
|  | Paraguay                                | 3 (3)                                   |                                         |       |               |               |  |  |       |       |
|  | Paraguay                                | 3 (3)                                   | Colombia                                | 3     |               |               |  |  |       |       |
|  |                                         |                                         |                                         |       |               |               |  |  |       |       |
|  | Perú                                    | 2                                       |                                         |       |               |               |  |  |       |       |
|  | Perú                                    | 2                                       |                                         |       |               |               |  |  |       |       |

### Cuartos de final
| 2 de julio, 18:00 | Perú                                               | 3:3 (2:1) (4:3 p.)         | Paraguay                                                      | Estadio Olímpico, Goiânia                                                     |                                                                               |
|                   | G. Gómez 21' (a.g.) · Lapadula 40' · Yotún 80'     | Reporte                    | G. Gómez 11' · Alonso 54' · Ávalos 90'                        | Asistencia: Sin espectadores Árbitro(s): Esteban Ostojich VAR: Mauro Vigliano | Asistencia: Sin espectadores Árbitro(s): Esteban Ostojich VAR: Mauro Vigliano |
|                   |                                                    | Tiros desde el punto penal |                                                               |                                                                               |                                                                               |
|                   | Lapadula · Yotún · Ormeño · Tapia · Cueva · Trauco |                            | Á. Romero · Alonso · D. Martínez · Samudio · Piris · Espínola |                                                                               |                                                                               |

| 2 de julio, 21:00 | Brasil      | 1:0 (0:0) | Chile | Estadio Nilton Santos, Río de Janeiro                                       |                                                                             |
|                   | Paquetá 46' | Reporte   |       | Asistencia: Sin espectadores Árbitro(s): Patricio Loustau VAR: Andrés Cunha | Asistencia: Sin espectadores Árbitro(s): Patricio Loustau VAR: Andrés Cunha |

| 3 de julio, 19:00 | Uruguay                          | 0:0 (2:4 p.)               | Colombia                        | Estadio Mané Garrincha, Brasilia                                               |                                                                                |
|                   |                                  | Reporte                    |                                 | Asistencia: Sin espectadores Árbitro(s): Gil Manzano VAR: De Burgos Bengoetxea | Asistencia: Sin espectadores Árbitro(s): Gil Manzano VAR: De Burgos Bengoetxea |
|                   |                                  | Tiros desde el punto penal |                                 |                                                                                |                                                                                |
|                   | Cavani · Giménez · Suárez · Viña |                            | Zapata · Sánchez · Mina · Borja |                                                                                |                                                                                |

| 3 de julio, 22:00 | Argentina                                    | 3:0 (1:0) | Ecuador | Estadio Olímpico, Goiânia                                                 |                                                                           |
|                   | de Paul 40' · La. Martínez 84' · Messi 90+3' | Reporte   |         | Asistencia: Sin espectadores Árbitro(s): Wilton Sampaio VAR: Wagner Reway | Asistencia: Sin espectadores Árbitro(s): Wilton Sampaio VAR: Wagner Reway |

### Semifinales
| 5 de julio, 20:00 | Brasil      | 1:0 (1:0) | Perú | Estadio Nilton Santos, Río de Janeiro                                    |                                                                          |
|                   | Paquetá 35' | Reporte   |      | Asistencia: Sin espectadores Árbitro(s): Roberto Tobar VAR: Derlis López | Asistencia: Sin espectadores Árbitro(s): Roberto Tobar VAR: Derlis López |

| 6 de julio, 22:00 | Argentina                                | 1:1 (1:0) (3:2 p.)         | Colombia                                    | Estadio Mané Garrincha, Brasilia                                              |                                                                               |
|                   | La. Martínez 7'                          | Reporte                    | L. Díaz 61'                                 | Asistencia: Sin espectadores Árbitro(s): Jesús Valenzuela VAR: Julio Bascuñán | Asistencia: Sin espectadores Árbitro(s): Jesús Valenzuela VAR: Julio Bascuñán |
|                   |                                          | Tiros desde el punto penal |                                             |                                                                               |                                                                               |
|                   | Messi · de Paul · Paredes · La. Martínez |                            | Cuadrado · Sánchez · Mina · Borja · Cardona |                                                                               |                                                                               |

### Tercer puesto
| 9 de julio, 21:00 | Colombia                       | 3:2 (0:1) | Perú                     | Estadio Mané Garrincha, Brasilia                                         |                                                                          |
|                   | Cuadrado 49' · Díaz 66', 90+4' | Reporte   | Yotún 45' · Lapadula 82' | Asistencia: Sin espectadores Árbitro(s): Raphael Claus VAR: Wagner Reway | Asistencia: Sin espectadores Árbitro(s): Raphael Claus VAR: Wagner Reway |

### Final
| 10 de julio, 21:00 | Argentina    | 1:0 (1:0) | Brasil | Estadio Maracaná, Río de Janeiro                                             |                                                                              |
| | Di María 22' | Reporte   |        | Asistencia: 5500 espectadores Árbitro(s): Esteban Ostojich VAR: Andrés Cunha | Asistencia: 5500 espectadores Árbitro(s): Esteban Ostojich VAR: Andrés Cunha |
| Argentina cortó una sequía de 28 años sin títulos, además igualó a Uruguay como máximo ganador de la Copa América (15). Primera final que Brasil pierde en condición de local. |              |           |        |                                                                              |                                                                              |

|                               |
| Bandera de Argentina          |
| Campeón Argentina 15.º título |

## Estadísticas

### Clasificación general

Países participantes según la fase alcanzada en el torneo

| Pos. | Selección | Gr. | Pts. | PJ | PG | PE | PP | GF | GC | Dif | Rend.  |
| ---- | --------- | --- | ---- | -- | -- | -- | -- | -- | -- | --- | ------ |
| 1    | Argentina | A   | 17   | 7  | 5  | 2  | 0  | 12 | 3  | 9   | 81 %   |
| 2    | Brasil    | B   | 16   | 7  | 5  | 1  | 1  | 12 | 3  | 9   | 76.2 % |
| 3    | Colombia  | B   | 9    | 7  | 2  | 3  | 2  | 7  | 7  | 0   | 42.9 % |
| 4    | Perú      | B   | 8    | 7  | 2  | 2  | 3  | 10 | 14 | –4  | 38.1 % |
| 5    | Uruguay   | A   | 8    | 5  | 2  | 2  | 1  | 4  | 2  | 2   | 53.3 % |
| 6    | Paraguay  | A   | 7    | 5  | 2  | 1  | 2  | 8  | 6  | 2   | 46.7 % |
| 7    | Chile     | A   | 5    | 5  | 1  | 2  | 2  | 3  | 5  | –2  | 33.3 % |
| 8    | Ecuador   | B   | 3    | 5  | 0  | 3  | 2  | 5  | 9  | –4  | 20 %   |
| 9    | Venezuela | B   | 2    | 4  | 0  | 2  | 2  | 2  | 6  | –4  | 16.7 % |
| 10   | Bolivia   | A   | 0    | 4  | 0  | 0  | 4  | 2  | 10 | –8  | 0 %    |

| Jugador           | Selección | Goles | Min. |
| Luis Díaz         | Colombia  | 4     | 388  |
| Lionel Messi      | Argentina | 4     | 630  |
| ----------------- | --------- | ----- | ---- |
| Lautaro Martínez  | Argentina | 3     | 418  |
| Gianluca Lapadula | Perú      | 3     | 581  |
| Alejandro Gómez   | Argentina | 2     | 128  |
| Ayrton Preciado   | Ecuador   | 2     | 283  |
| Erwin Saavedra    | Bolivia   | 2     | 317  |
| Lucas Paquetá     | Brasil    | 2     | 356  |
| Ángel Romero      | Paraguay  | 2     | 385  |
| Eduardo Vargas    | Chile     | 2     | 403  |
| Edinson Cavani    | Uruguay   | 2     | 428  |
| André Carrillo    | Perú      | 2     | 518  |
| Neymar            | Brasil    | 2     | 540  |
| Yoshimar Yotún    | Perú      | 2     | 614  |

| Lista completa           | Lista completa | Lista completa | Lista completa | Lista completa |
| Jugador                  | Selección      | Goles          | PJ             |                |
| ------------------------ | -------------- | -------------- | -------------- | -------------- |
| Alejandro Romero Gamarra | Paraguay       | 1              | 2              |                |
| Alex Sandro              | Brasil         | 1              | 3              |                |
| Ronald Hernández         | Venezuela      | 1              | 4              |                |
| Gonzalo Plata            | Ecuador        | 1              | 4              |                |
| Braian Samudio           | Paraguay       | 1              | 4              |                |
| Edson Castillo           | Venezuela      | 1              | 4              |                |
| Gabriel Ávalos           | Paraguay       | 1              | 4              |                |
| Miguel Almirón           | Paraguay       | 1              | 4              |                |
| Gustavo Gómez            | Paraguay       | 1              | 4              |                |
| Éverton Ribeiro          | Brasil         | 1              | 5              |                |
| Gabriel Barbosa          | Brasil         | 1              | 5              |                |
| Roberto Firmino          | Brasil         | 1              | 5              |                |
| Ángel Mena               | Ecuador        | 1              | 5              |                |
| Éder Militão             | Brasil         | 1              | 5              |                |
| Ben Brereton             | Chile          | 1              | 5              |                |
| Edwin Cardona            | Colombia       | 1              | 5              |                |
| Luis Suárez              | Uruguay        | 1              | 5              |                |
| Junior Alonso            | Paraguay       | 1              | 5              |                |
| Ángel Di María           | Argentina      | 1              | 6              |                |
| Guido Rodríguez          | Argentina      | 1              | 6              |                |
| Rodrigo de Paul          | Argentina      | 1              | 6              |                |
| Casemiro                 | Brasil         | 1              | 6              |                |
| Marquinhos               | Brasil         | 1              | 6              |                |
| Juan Cuadrado            | Colombia       | 1              | 6              |                |
| Miguel Borja             | Colombia       | 1              | 7              |                |
| Richarlison              | Brasil         | 1              | 7              |                |
| Sergio Peña              | Perú           | 1              | 7              |                |

| Fecha       | Jugador         | Selección | Rival   | Autogoles |
| ----------- | --------------- | --------- | ------- | --------- |
| 20 de junio | Yerry Mina      | Colombia  | Perú    | 1         |
| 23 de junio | Renato Tapia    | Perú      | Ecuador | 1         |
| 24 de junio | Jairo Quinteros | Bolivia   | Uruguay | 1         |
| 2 de julio  | Gustavo Gómez   | Paraguay  | Perú    | 1         |

| Jugador         | Selección | Asistencias | Min. |
| Lionel Messi    | Argentina | 5           | 630  |
| --------------- | --------- | ----------- | ---- |
| Neymar          | Brasil    | 3           | 540  |
| Christian Cueva | Perú      | 2           | 573  |

| Lista completa    | Lista completa | Lista completa | Lista completa | Lista completa |
| Jugador           | Selección      | Asistencias    | PJ             |                |
| ----------------- | -------------- | -------------- | -------------- | -------------- |
| Camilo Vargas     | Colombia       | 1              | 1              |                |
| Damián Díaz       | Ecuador        | 1              | 2              |                |
| Raziel García     | Perú           | 1              | 4              |                |
| Sergio Agüero     | Argentina      | 1              | 4              |                |
| Luis Muriel       | Colombia       | 1              | 4              |                |
| Edson Castillo    | Venezuela      | 1              | 4              |                |
| Gabriel Ávalos    | Paraguay       | 1              | 4              |                |
| Gabriel Jesus     | Brasil         | 1              | 4              |                |
| José Martínez     | Venezuela      | 1              | 4              |                |
| Miguel Almirón    | Paraguay       | 1              | 4              |                |
| Leonel Justiniano | Bolivia        | 1              | 4              |                |
| Enner Valencia    | Ecuador        | 1              | 4              |                |
| Facundo Torres    | Uruguay        | 1              | 5              |                |
| Ben Brereton      | Chile          | 1              | 5              |                |
| Edwin Cardona     | Colombia       | 1              | 5              |                |
| Matías Vecino     | Uruguay        | 1              | 5              |                |
| Eduardo Vargas    | Chile          | 1              | 5              |                |
| Robert Arboleda   | Ecuador        | 1              | 5              |                |
| Ángel Di María    | Argentina      | 1              | 6              |                |
| Éverton           | Brasil         | 1              | 6              |                |
| Fred              | Brasil         | 1              | 6              |                |
| Rodrigo de Paul   | Argentina      | 1              | 6              |                |
| André Carrillo    | Perú           | 1              | 6              |                |
| Juan Cuadrado     | Colombia       | 1              | 6              |                |
| Miguel Borja      | Colombia       | 1              | 7              |                |
| Renan Lodi        | Brasil         | 1              | 7              |                |
| Richarlison       | Brasil         | 1              | 7              |                |
| Gianluca Lapadula | Perú           | 1              | 7              |                |
| Yoshimar Yotún    | Perú           | 1              | 7              |                |

## Premios y reconocimientos

### Jugador del partido
Al finalizar cada encuentro se eligió a un jugador como el mejor del partido, considerando su incidencia en el juego.
| Fase de grupos - 1.ª jornada | Fase de grupos - 1.ª jornada |  | Fase de grupos - 2.ª jornada | Fase de grupos - 2.ª jornada |  | Fase de grupos - 3.ª jornada | Fase de grupos - 3.ª jornada |  | Fase de grupos - 4.ª jornada | Fase de grupos - 4.ª jornada |  | Fase de grupos - 5.ª jornada | Fase de grupos - 5.ª jornada |  | Fases finales     | Fases finales |
| Jugador                      | Partido                      |  | Jugador                      | Partido                      |  | Jugador                      | Partido                      |  | Jugador                      | Partido                      |  | Jugador                      | Partido                      |  | Jugador           | Partido       |
| ---------------------------- | ---------------------------- |  | ---------------------------- | ---------------------------- |  | ---------------------------- | ---------------------------- |  | ---------------------------- | ---------------------------- |  | ---------------------------- | ---------------------------- |  | ----------------- | ------------- |
| Marquinhos                   | 3:0                          |  | Wuilker Faríñez              | 0:0                          |  | Gonzalo Plata                | 2:2                          |  | Gianluca Lapadula            | 2:2                          |  | Enner Valencia               | 1:1                          |  | Gianluca Lapadula | 3:3 (4:3)     |
| David Ospina                 | 1:0                          |  | Neymar                       | 4:0                          |  | Renato Tapia                 | 1:2                          |  | Luis Díaz                    | 2:1                          |  | André Carrillo               | 0:1                          |  | Neymar            | 1:0           |
| Lionel Messi                 | 1:1                          |  | Eduardo Vargas               | 1:0                          |  | Charles Aránguiz             | 1:1                          |  | Nahitan Nández               | 0:2                          |  | Lionel Messi                 | 1:4                          |  | David Ospina      | 0:0 (2:4)     |
| Alejandro Romero             | 3:1                          |  | Lionel Messi                 | 1:0                          |  | Ángel Di María               | 1:0                          |  | Miguel Almirón               | 0:2                          |  | Rodrigo Bentancur            | 1:0                          |  | Lionel Messi      | 3:0           |
|                              |                              |  |                              |                              |  |                              |                              |  |                              |                              |  |                              |                              |  | Neymar            | 1:0           |
|                              |                              |  |                              |                              |  |                              |                              |  |                              |                              |  |                              |                              |  | Emiliano Martínez | 1:1 (3:2)     |
|                              |                              |  |                              |                              |  |                              |                              |  |                              |                              |  |                              |                              |  | Luis Díaz         | 3:2           |
|                              |                              |  |                              |                              |  |                              |                              |  |                              |                              |  |                              |                              |  | Ángel Di María    | 1:0           |

### Mejor jugador del torneo
- Lionel Messi.[1]

El capitán de la selección de Argentina disputó los siete partidos completos, fue uno de los goleadores, el mayor asistidor y el jugador del partido en cuatro ocasiones (contra Chile, Uruguay y Bolivia en la Fase de grupos, y contra Ecuador en Cuartos de final).

### Goleadores del torneo
- Lionel Messi.
- Luis Fernando Díaz.

Ambos convirtieron 4 goles.

### Mejor portero del torneo
- Emiliano Martínez.[1]

### Premio al juego limpio
- Selección de Brasil.[1]

### Revelación del torneo
- Luis Díaz.[59]

El jugador colombiano, de 24 años, participó en cinco de los siete partidos de su selección marcando cuatro goles

### Equipo ideal
El equipo ideal del torneo fue elegido por el Grupo de Estudio Técnico de la Conmebol.
| Portero           | Defensores                                                | Mediocampistas                          | Delanteros                    | Entrenador     |
| ----------------- | --------------------------------------------------------- | --------------------------------------- | ----------------------------- | -------------- |
| Emiliano Martínez | Pervis Estupiñán Marquinhos Cristian Romero Mauricio Isla | Yoshimar Yotún Casemiro Rodrigo de Paul | Luis Díaz Neymar Lionel Messi | Lionel Scaloni |

#### Estadísticas
| Guardameta     | Emiliano Martínez | 6 (6/0)        | 540            | 0              | 0              |                |                |                |
| Defensa        | Mauricio Isla     | 5 (5/0)        | 450            | 0              | 0              |                |                |                |
| Defensa        | Cristian Romero   | 3 (3/0)        | 270            | 0              | 0              |                |                |                |
| Defensa        | Marquinhos        | 6 (6/0)        | 540            | 1              | 0              |                |                |                |
| Defensa        | Pervis Estupiñán  | 5 (5/0)        | 450            | 0              | 0              |                |                |                |
| Centrocampista | Rodrigo de Paul   | 6 (5/1)        | 468            | 1              | 1              |                |                |                |
| Centrocampista | Casemiro          | 6 (5/1)        | 467            | 1              | 0              |                |                |                |
| Centrocampista | Yoshimar Yotún    | 7 (7/0)        | 614            | 2              | 1              |                |                |                |
| Delantero      | Lionel Messi      | 7 (7/0)        | 630            | 4              | 5              |                |                |                |
| Delantero      | Neymar            | 6 (6/0)        | 540            | 2              | 3              |                |                |                |
| Delantero      | Luis Díaz         | 5 (4/1)        | 388            | 4              | 0              |                |                |                |
| Entrenador     | Lionel Scaloni    | Lionel Scaloni | Lionel Scaloni | Lionel Scaloni | Lionel Scaloni | Lionel Scaloni | Lionel Scaloni | Lionel Scaloni |

## Símbolos y mercadeo

### Balón
El balón oficial fue el Nike Flight, en reemplazo del Nike Merlín, que fuera anunciado como el balón oficial para la Copa América 2020. La pelota tiene los colores de los ocho países que han sido ganadores de la competición.

### Mascota
La mascota Pibe fue diseñada en honor a los perros sudamericanos. El nombre ganó una encuesta, en la que también apareció como opción el de Pipe, con el 64 % de los votos.

### Canción oficial
La canción oficial fue presentada el 12 de mayo, en las redes sociales de la Conmebol. Se trata de una versión adaptada de «La gozadera», del dúo cubano Gente de Zona, éxito de 2015 que interpretaron con Marc Anthony. Se difundió un video con los cantantes, bailarines, la mascota del torneo e imágenes de competiciones anteriores. La canción también formó parte de Condorito: La Película en 2017.

### Patrocinadores
Los patrocinadores oficiales fueron:
- Nike
- TCL Technology
- Kwai
- Betsson